# Gehlenia obliquifascia
Gehlenia obliquifascia är en fjärilsart som beskrevs av George Francis Hampson 1910. Gehlenia obliquifascia ingår i släktet Gehlenia och familjen svärmare. Inga underarter finns listade i Catalogue of Life.